# Franz Scholz (Jurist)

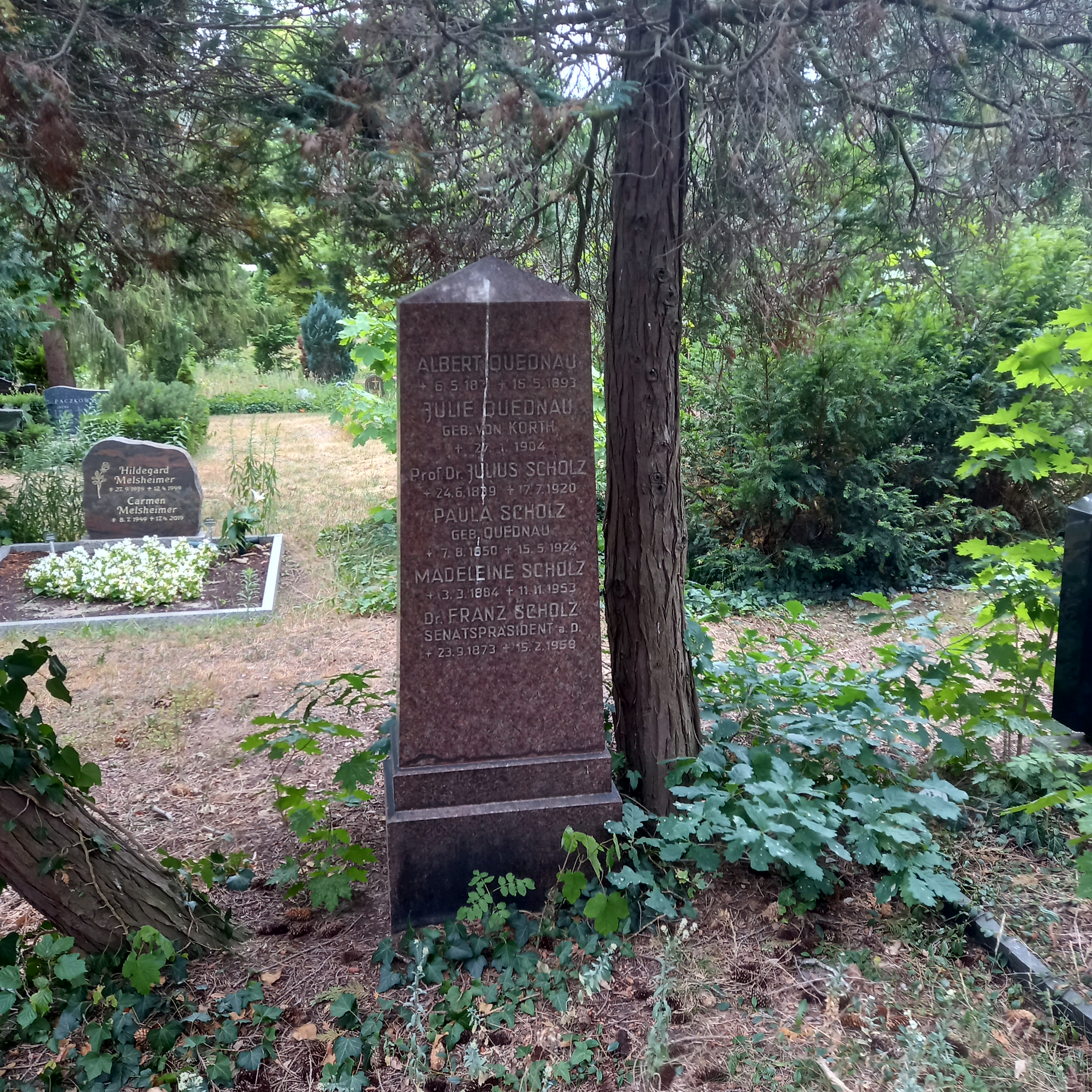
Das Grab von Franz Scholz im Familiengrab auf dem Luisenstädtischen Friedhof in Berlin

Franz Scholz (* 23. September 1873 in Berlin; † 15. Februar 1958 ebenda) war ein deutscher Jurist, Verwaltungsrichter und juristischer Fachbuchautor. Er war langjähriger Mitverfasser eines bekannten juristischen Standardkommentars zum GmbH-Gesetz.

## Leben
Franz Scholz wurde am 23. September 1873 als Sohn einer Gelehrtenfamilie geboren. Nach dem Besuch eines humanistischen Gymnasiums studierte er Rechtswissenschaften in Berlin, Lausanne und Rom. Dabei entwickelte Scholz ein besonderes Interesse für das Völkerrecht. In Rom entwickelte sich zwischen Scholz und dem italienischen Juristen und Völkerrechtler Augusto Pierantoni eine Freundschaft, die darin mündete, das Pierantoni Scholz die Übersetzung seines Buches I progressi del Diritto Internazionale nel XIX secolo (Die Fortschritte des Völkerrechts im XIX. Jahrhundert) übertrug, welche 1899 in deutscher Sprache erschien. Für seine Doktorarbeit selbst wählte Scholz das Thema Retentionssrecht und Pfandrecht gegenüber einem Gesandten, welches er 1897 erfolgreich verteidigte. 
Er bewarb sich anschließend beim Auswärtigen Amt, wo man seine Bewerbung allerdings ablehnte. In der Folge fand Scholz eine Anstellung als Assessor beim Reichspostamt. Schließlich gelang ihm die Einstellung in den preußischen Justizdienst, die 1913 in der Ernennung zum Kammergerichtsrat mündete. Während des Ersten Weltkrieges diente Scholz als Justitiar deutscher Okkupationsbehörden in Rumänien und Italien und kam dadurch auch wieder mit dem Völkerrecht in Berührung. Im Anschluss an seinen Kriegsdienst wechselte Scholz an das Preußische Oberverwaltungsgericht, wo er zunächst Beisitzer und Reichsfinanzrat wurde, später auch Senatspräsident war, bevor er 1938 in den Ruhestand ging. Diesen unterbrach er 1943, als Scholz nochmals in den Staatsdienst berufen wurde. 
Trotz seines Wechsels zum Steuer- und Verwaltungsrecht trat Scholz für einige Zeit auch noch völkerrechtlich in Erscheinung. Von 1921 bis 1928 war er deutscher Richter an Gemischten Schiedsgerichtshöfen in Paris, Genf und Rom. Diese Gerichte waren durch den Versailler Vertrag gegründet worden. 
Nach dem Ende des Zweiten Weltkrieges setzte sich Scholz in Berlin für den Wiederaufbau der Verwaltungsgerichtsbarkeit ein. Die britische Besatzungsmacht installierte schließlich am 19. Dezember 1945 in den Räumlichkeiten des ehemaligen Preußischen Oberverwaltungsgerichtes mit der Errichtung eines Bezirksverwaltungsgerichtes ein erstes Verwaltungsgericht in Berlin. Dabei ging quasi der noch vorhandene Funktionsapparat des ehemaligen OVG in dieser Behörde auf, deren Präsident bis 1946 Franz Scholz war. Anschließend ging Scholz endgültig in den Ruhestand und widmete sich seiner Tätigkeit als Autor juristischer Fachkommentare.
Franz Scholz starb 1958 im Alter von 84 Jahren in Berlin. Sein Grab liegt auf dem Luisenstädtischen Friedhof in Kreuzberg.

## Wissenschaftliches Werk
Scholz' Werk ist stark von seinen beruflichen Stationen geprägt. So veröffentlichte er anfangs, in seiner Zeit beim Reichspostamt, Schriften wie Krieg und Seekabel: Eine völkerrechtliche Studie oder Oeffentliches Post- und Telegraphenrecht im Grundriss. Während seines Kriegsdienstes waren es dann Schriften wie Die seekriegsrechtliche Bedeutung von Flottenstützpunkten. Nach dem Ersten Weltkrieg befasste sich Scholz in seinen Schriften zunächst mit dem Umsatzsteuerrecht, bis er 1928 erstmals sein Hauptwerk herausgab, den Kommentar zum GmbH-Gesetz verlegt von Otto Schmidt, der 1905 die Centrale für Gesellschaften mit beschränkter Haftung Dr. Otto Schmidt gegründet hatte. Dieser Kommentar hatte damals schon einen Umfang von 839 Seiten. 
Durch den Zweiten Weltkrieg und die daran anschließende Papierknappheit war dem Kommentar zunächst keine weitere Auflage beschieden, Scholz gab dafür 1947 einen Kleinkommentar zum GmbH-Gesetz heraus der zwischen 1947 und 1950 vier Auflagen erfuhr. Ab 1950 konnte Scholz die 2. und 3. Auflage seines GmbH-Kommentars herausgeben, nach seinem Tode erfuhr die 4. Auflage 1959/60 eine Überarbeitung durch Wolfgang Hefermehl, während die 5. Auflage 1964 nur ein Nachdruck mit Ergänzung war. Erst nach der Reform des GmbH-Gesetzes wurde 1978 eine 6. Neuauflage des Scholz herausgegeben, zunächst in Form von mehreren Lieferungen, die gebunden werden mussten. Mittlerweile hat der Kommentar seine 12. Auflage erfahren, nunmehr als Dreibänder mit über 4.900 Seiten. Von der 12. Aufl. liegt bislang Band I vor. Der einbändige Kleinkommentar wurde von dem Präsidenten des Bundesgerichtshofs Robert Fischer und später von Marcus Lutter und Peter Hommelhoff übernommen. Der „Lutter/Hommelhoff“ lag im Jahr 2020 in der 20. Auflage vor.

## Ehrungen
Im Jahr seines 80. Geburtstages erhielt Scholz 1953 das Große Verdienstkreuz des Bundesverdienstkreuzes.